# Malimbe couronné
Malimbus coronatus
Espèce
Statut de conservation UICN

 LC  : Préoccupation mineure
Le Malimbe couronné (Malimbus coronatus) est une espèce de passereaux d'Afrique tropicale appartenant à la famille des Ploceidae.